# Plechhammer
Plechhammer ist ein Ortsteil der Stadt Oberviechtach im Oberpfälzer Landkreis Schwandorf in Bayern.

## Geographische Lage
Plechhammer liegt an der Staatsstraße 2160 am südlichen Ende eines sanften nach Osten gewölbten Bogens der Murach. Der ungefähr 1,5 km nordwestlich von Plechhammer entspringende Weißbach mündet hier in die Murach. Das Flüsschen schwenkt nun nach Südwesten, um sich im 1,5 km entfernten Pirkhof nach Westen Richtung Teunz zu wenden. Südöstlich von Plechhammer erhebt sich der 627 m hohe Schieberberg.

## Geschichte
Der heute mit Plechhammer bezeichnete Ort hieß im 14. Jahrhundert „Vorderlangau“ und in den Dokumenten der Hammereinigung aus dem Jahr 1387 erscheint er als „Hammer in der Langau“. Der Ort Plechhammer wurde auch mit „Hammergut Vorderlangau“ und mit „Hammer Vorderlangau“ bezeichnet.
Der Hammer wird 1387 als Mitglied der Oberpfälzer Hammereinigung als „Wolfharts Ymmertewer mit dem hamer in der Langenow“ erwähnt. 1444 heißt es, „Item der hamer in der Langaw gibt wann er besetzt ist“ Zins zum Amt Murach. Dieser Hammer ging 1500 ein. 1549 versuchte Peter Zollatsch aus Waltenried den Hammer Vorderlangau wieder in Betrieb zu nehmen, hatte dabei aber schwierige Kämpfe mit Oberviechtach auszufechten, das eine Konkurrenz für den 1,5 km weiter südlich gelegenen Lukahammer verhindern wollte. Die obrigkeitliche Bewilligung für den Hammer erreichte Zollitsch endlich im Jahr 1555 und sein Schwiegersohn Erhard Strobel bekam am 22. März 1563 den kurfürstlichen Erbrechtsbrief dafür. 1606 wird als Inhaber des „Hammer Langaw“ Erhardt Ströbel genannt. 1622 heißt es, „Hammer Langau ist verschinen sommer außgeplündert vnnt in grundt verprannt worden“. Wegen Zugehörigkeit zum protestantischen Glauben emigrierte 1629 die Familie Strobel. Das Hammergut wurde an Hans Kopp von Rackenthal verkauft; da dieser aber die Kaufsumme nicht aufbringen konnte, fiel es wieder an die Strobelschen Erben zurück. 1630 wird gesagt, „Hamer Langau ... 1 derzeit gangbarer schienhamer“, aber 1650 heißt es, „Hammer ungangbar, sehr baufällig, Hammerhaus abgebrannt“.
1652 erwarben der Hammermeister Stephan Voith der Jüngere und seine Frau Johanna Susanna aus Pleystein den Hammer, der aus der Zeit des Dreißigjährigen Krieges verödet und baufällig war. Er baute den Hammer wieder auf und nahm ihn mit Gewinn in Betrieb. Es entstanden in Vorderlangau neben dem Hammer eine Schneidsäge, eine Mahlmühle, eine Feuerstätte und eine Tabakanlage. Stephan Voith war von 1667 bis 1687 auch Inhaber des Hammergutes Obergaisthal. Der zum Reichsritter erhobene Stefan Voith von Voithenberg auf Vorderlangau verstarb 1706. Im Verlauf des Spanischen Erbfolgekrieges wurde Anfang des 18. Jahrhunderts der Hammer erneut niedergebrannt und sächsische Hilfstruppen der Österreicher raubten vom Hammergut 8000 Gulden. 1706 starb Stephan Voith und sein Sohn Johann Zacharias Voith wurde neuer Hammermeister. Dieser konzentrierte seine Aktivitäten ab 1713 auf die Glashütte Herzogau, ihm gelang es aber, den Landsassenstatus für Vorderlangau (Plechhammer) (ab 1724) zu erreichen. 1752 wurde der Hammer Vorderlangau an den Hofmarksherrn Georg Wolfgang Schmauß zu Pullenried – ehemaliger Glasmeister von Plöß – verkauft. Da er den Hammer nicht weiter betrieb, wurde die Eisenhammergerechtigkeit mitsamt Forstrecht 1753 eingezogen. Dessen Sohn Georg Michael von Schmauß errichtete an der Stelle des Eisenhammers 1785 eine Spiegelschleiffabrik. 1792 werden hier zwei Spiegelglasschleifen „zu Pullenrieth auf Plechhammer“ genannt. In der Beschreibung von 1810 heißt es: Plechhammer Schlossgebäude, Poliergebäudehaus, untere Wasserschleife, untere Wohnung für die Fabrikenleute, Wasserschleife am Senterhaufen, u. a. m. 

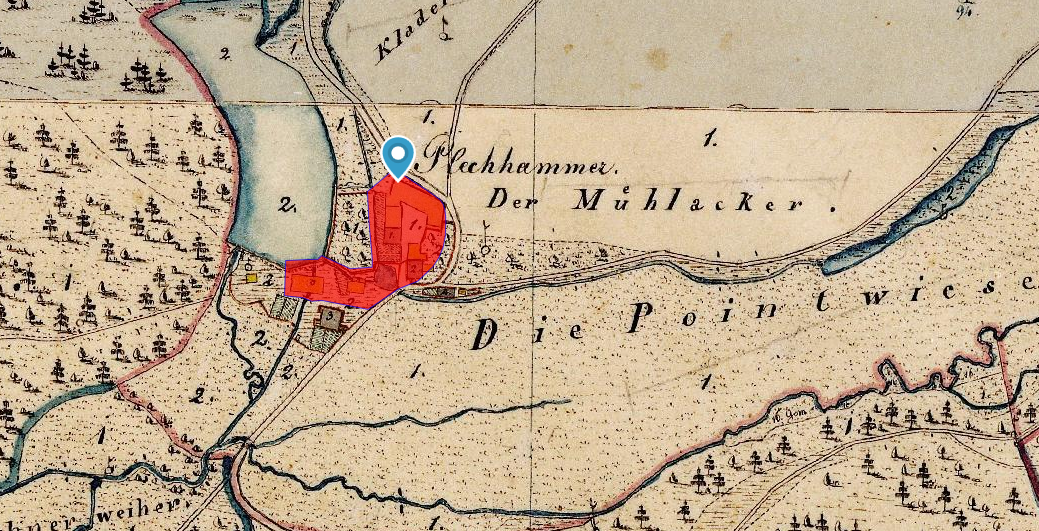
Lageplan von Plechhammer auf dem Urkataster von Bayern

Heute wird die Anlage wird als Bodendenkmal unter der Aktennummer D-3-6540-0084 im Bayernatlas als „archäologische Befunde des Mittelalters und der frühen Neuzeit im Bereich des ehem. Hammerschlosses und seiner Vorgängerbauten in Plechhammer, spätmittelalterlicher und frühneuzeitlicher Eisenhammer "Langau"“ geführt. 
Plechhammer blieb eng mit Pullenried verbunden und auch das Niedergericht wurde von dort aus ausgeübt. 1809 werden im Amt Murach Pullenried mit 44 Familien und Plechhammer mit neun Familien genannt; Inhaber des Ortsgerichts war Anton von Schmauß. Pfarrlich war Plechhammer ebenfalls nach Pullenried eingegliedert.
Zum Stichtag 23. März 1913 (Osterfest) wurde Plechhammer als Teil der Pfarrei Pullenried mit fünf Häusern und 29 Einwohnern aufgeführt.
Am 31. Dezember 1969 hatte die Gemeinde Pullenried 76 Häuser, 336 Einwohner und eine Fläche von 537 ha, davon 145 ha Wald. Zu ihr gehörten:
Plechhammer mit Sägewerk (7 Häuser),
Neumühle mit Sägewerk (1 Haus),
Weißbach (2 Häuser),
Hannamühle (1 Haus).
Am 31. Dezember 1990 hatte Plechhammer 23 Einwohner und gehörte zur Pfarrei Pullenried und zur Gemeinde Oberviechtach.

## Wirtschaft
Heute (2013) wird in Plechhammer in zahlreichen, treppenartig angeordneten, von der Murach gespeisten Weihern Fischzucht betrieben.

## Tourismus
Durch Plechhammer führt ein mit „2“ bezeichneter Denkmal-Radwanderweg.